# شافوو
شافوو (به چکی: Šafov) یک منطقهٔ مسکونی در جمهوری چک است که در ناحیه زنویمو واقع شده‌است. شافوو ۹٫۴۹ کیلومتر مربع مساحت و ۱۷۴ نفر جمعیت دارد و ۴۳۹ متر بالاتر از سطح دریا واقع شده‌است.